# Suite per orchestra di varietà
La Suite per orchestra di varietà è composta da Dmitrij Dmitrievič Šostakovič, ed è articolata in otto movimenti, per lo più provenienti da altre opere del compositore.
Per molti anni la Suite per orchestra di varietà è stata erroneamente identificata con la Suite per orchestra jazz n. 2 (1938), una composizione diversa, strutturata in tre movimenti, andata perduta durante la seconda guerra mondiale, la cui riduzione per pianoforte fu riscoperta nel 1999 da Manašir Jakubov e orchestrata l'anno seguente da Gerard McBurney.

## Movimenti
Stando a una nota dell'autore, i singoli movimenti della suite possono essere suonati a piacere, sia per quanto riguarda il loro numero che la loro successione.  L'ordine dato agli otto movimenti nella serie New Collected Works dall'editore DSCH è il seguente:
1. Marcia
2. Danza n. 1
3. Danza n. 2
4. Piccola polka
5. Valzer lirico (in Do minore e Mi bemolle maggiore)
6. Valzer n. 1 (in Si bemolle maggiore e La maggiore)
7. Valzer n. 2 (in Do minore e Mi bemolle maggiore)
8. Finale

## Origine dell'opera
La Suite fu eseguita per la prima volta in un Paese occidentale il 1º dicembre 1988 nella Barbican Hall di Londra, sotto la direzione di Mstislav Rostropovič, con il titolo di Suite per orchestra jazz n. 2.
Nel 1991 l'opera venne registrata dall'Orchestra reale del Concertgebouw diretta da Riccardo Chailly (ancora erroneamente identificata come la Suite per orchestra jazz n. 2) e pubblicata sul disco Shostakovich: The Jazz Album (Decca 33702). I movimenti in questa registrazione sono disposti nel seguente ordine: 1, 5, 2, 6, 4, 7, 3, 8. Il Valzer n. 2 in questa registrazione è presente nella colonna sonora del film di Stanley Kubrick Eyes Wide Shut (1999), per i titoli di testa e per quelli di coda (e può essere sentita anche in una delle prime scene del film).
Si ritiene che la Suite per orchestra di varietà debba essere stata assemblata da Šostakovič non prima del 1956, dato l'utilizzo di materiale proveniente dalla musica composta in quell'anno per il film Il primo scaglione.  In effetti, la maggior parte dei movimenti della Suite per orchestra di varietà è materiale riciclato:
- Il primo e l'ultimo movimento (Marcia e Finale) sono basati sulla "Marcia" dalle Avventure di Korzinkina, op. 59 (1940).
- Il secondo movimento (Danza n. 1) è un adattamento di "La piazza del mercato" (XVI), tratto dalla colonna sonora per il film Il tafano, op. 97 (1955).
- Il terzo movimento (Danza n. 2) si rifà a "Invito a un appuntamento" (XX), dal balletto Il limpido ruscello, op. 39 (1934-35) [che a sua volta è ripreso da "Pantomima e danza del Pope" (XIX), dal balletto Il bullone, op. 27 (1930-31)].
- Il settimo movimento (Valzer n. 2) è un adattamento del "Valzer" (VIII) dalla Suite da Il primo contingente, op. 99a (1956).

## Discografia
- "The Jazz Album", Riccardo Chailly, Royal Concertgebouw Orchestra